# Мухамет Гісені
Мухамет Гісені (алб. Muhamet Hyseni, нар. 6 лютого 2001, Подуєво) — косовський футболіст, нападник клубу «Ллапі».
Виступав, зокрема, за клуби «Ллапі», «Малішево» та «Феронікелі», а також національну збірну Косова.

## Клубна кар'єра
Народився 6 лютого 2001 року в місті Подуєво. Вихованець футбольної школи клубу «Ллапі». Дорослу футбольну кар'єру розпочав 2018 року в основній команді того ж клубу, в якій провів три сезони, взявши участь у 37 матчах чемпіонату. 
Своєю грою за цю команду привернув увагу представників тренерського штабу клубу «Малішево», до складу якого приєднався 2021 року. Відіграв за команду з Малішева наступний сезон своєї ігрової кар'єри.
У 2022 році уклав контракт з клубом «Феронікелі», у складі якого провів наступний рік своєї кар'єри гравця. 
До складу клубу «Ллапі» приєднався 2023 року. Станом на 5 листопада 2023 року відіграв за команду з Подуєва 13 матчів у національному чемпіонаті.

## Виступи за збірні
У 2017 році дебютував у складі юнацької збірної Косова (U-17), загалом на юнацькому рівні взяв участь у 3 іграх.
У 2023 році дебютував в офіційних матчах у складі національної збірної Косова.

## Титули і досягнення
- Найкращий бомбардир косовського чемпіонату: 2023–24

| Дата       | Місто    | Господарі | Результат | Гості    | Турнір            | Голи | Примітки |
| ---------- | -------- | --------- | --------- | -------- | ----------------- | ---- | -------- |
| 18-11-2023 | Базель   | Швейцарія | 1 – 1     | Косово   | Відбір до ЧЄ 2024 | 1    | 73'      |
| 21-11-2023 | Приштина | Косово    | 0 – 1     | Білорусь | Відбір до ЧЄ 2024 | -    | 46' 61'  |
| Усього     |          | Матчів    | 2         |          | Голів             | 1    |          |